# Casa del Poble de Palma
La Casa del Poble de Palma va ser una institució social, cultural i recreativa de les organitzacions obreres de Palma, inaugurada el 1924, que el 1936 fou ocupada per la Falange, després fou centre de formació de l'organització sindical i el 1975 fou enderrocada..

## Orígens
Els seus orígens es remunten al 1906 quan la Federació Socialista de Palma demanà a l'Ajuntament permís per a la creació d'una llar per a les societats de resistència, permís que fou denegat. Altres intents de recollir diners per construir l'edifici no tengueren èxit. Però el 1918 el financer Joan March s'oferí a les societats obreres de Mallorca per finançar l'edificació. L'Ajuntament es negà a cedir cap solar i Joan March llogà l'antic cafè Sport per instal·lar-hi de manera provisional la Casa del Poble.

## Història
El 1919 es creà la Federació de Societats Obreres de la Casa del Poble i s'adquirí un solar de 1.371 m2 al carrer Reina Maria Cristina per 2.000 pessetes. El 1920 es va posar la primera pedra.
Els anarcosindicalistes acabaren sortint de la federació l'any 1920 i crearen la Confederació Regional del Treball de Balears adherida a la Confederació Nacional del Treball.
La Dictadura del general Primo de Rivera n'ajornà la inauguració fins al 1924. L'edifici va ser projectat incialment per Guillem Reynés, però en morir aquest l'any 1918, el projecte va ser assumit per Guillem Forteza i Pinya, amb un cost de mig milió de pessetes, estava format per un patronat, una escola, una cooperativa, una biblioteca i un teatre. Tenia una cabuda de 4.000 persones i reunia dotze societats obreres de resistència, amb més de mil afiliats i cinc organitzacions: l'Agrupació Socialista, la Cooperativa de Consum Obrera, la Base múltiple de Socors Mutus, la societat artística Salut i Cultura i el grup pro-Obrer Balear. El primer president fou Llorenç Bisbal Barceló, amb Vicenç Tomàs com a secretari.
S'hi donaven classes de cal·ligrafia, càlcul, correspondència i tenidoria de llibres,,,,, i s'hi feien reunions de tota casta i assessoria laboral. S'hi celebraren congressos de la Unió General de Treballadors i del Partit Socialista Obrer Espanyol.
Va ser clausurada a causa de la Revolució d'octubre de 1934. Oberta novament, va ser víctima d'un atemptat el juny de 1936 que hi feu explotar una bomba que va ferir sis persones, amb la finalitat de provocar reaccions que afavorissin un clima d'inseguretat que justificàs el cop d'estat contra la República. El juliol de 1936 va ser ocupada sense resistència per la Falange, que hi establí la seva seu fins al 1940. Llavors s'hi instal·là el centre sindical de formació professional Verge de Lluc, que s'hi mantengué fin el 1974, quan es tancà per ruïna i fou enderrocada un any més tard.

## L'enderrocament
El seu enderrocament va constituir un dels atemptats més greus contra el patrimoni històric i artístic de Mallorca. La sol·licitud d'enderrocament de l'important immoble la va signar el "Delegado Provincial de la Organización Sindical" el 23 de novembre de 1974 pretextant que no es podia assegurar la integritat de la construcció. Evidentment es tractava que aquella edificació no retornàs a ser utilitzada per les organitzacions obreres. Joan March, el dia la de la inauguració, un llunyà 20 de gener de 1924, havia dit de l'edifici que viurà anys i centúries, com a talaia vigilant dels drets i els interessos de la classe treballadora. La premonició de March no es va complir, qualcú sense escrúpols ho va impedir.